# Eutanasia nel mondo
     Legale
     Passivamente legale
     Illegale
     Dati non sufficienti
     Legale
     Passivamente legale
     Illegale
     Dati non sufficienti

Legale
Passivamente legale
Illegale
Dati non sufficienti

Legale
Passivamente legale
Illegale
Dati non sufficienti

I tentativi per cambiare le politiche governative nazionali sull'eutanasia hanno incontrato, ad inizio XXI secolo, un limitato successo soprattutto in alcuni paesi occidentali: politiche da adottare nei confronti dell'eutanasia sono state sviluppate da una serie di organizzazioni non governative, in particolari mediche o a difesa dei diritti dei cittadini. La volontà di legiferare nei riguardi di eutanasia e suicidio assistito continua ad esser fonte di accesi ed aspri dibattiti in molti paesi.
A partire dal 2002 l'eutanasia è legale solo nei tre paesi del Benelux, mentre il suicidio assistito è legale in Svizzera, Colombia e negli stati di Washington, Oregon, Vermont e Montana, California degli USA; mentre l'eutanasia passiva è ammessa in India ed in una situazione legale in continua evoluzione sia in Canada che in Messico ed Australia (in Spagna sono stati entrambi depenalizzati dal 1995). In Ungheria l'eutanasia passiva è consentita se richiesta dal paziente.

## Leggi su eutanasia e suicidio assistito per paese

### Europa
BelgioL'eutanasia è stata legalizzata dal parlamento belga nel 2003. Un sondaggio pubblicato nel 2010 riportò che i morti per eutanasia (rispetto alla totalità degli altri decessi) erano per lo più giovani, malati di neoplasia (tumore maligno), di sesso maschile e per lo più morti all'interno delle loro case: in quasi tutti i casi rilevati, è stata anche segnalata un'insopportabile sofferenza fisica. L'eutanasia per malati non terminali è invece assai più rara.
La possibilità di redigere una dichiarazione anticipata di fronte a testimoni, al fine di prenderne in considerazione la volontà esplicita, è prevista da un regio decreto emesso nel 2003; il medico non ha comunque obbligo di partecipare e può liberamente fare obiezione di coscienza.
Dieci anni dopo l'adozione della normativa il partito socialista belga richiede un approccio di estensione della legge, senza tabù, ai casi riguardanti minori o persone in progressiva perdita dello stato di coscienza; altre proposte di ampliamento della legge riguardano coloro che sono affetti da Malattia di Alzheimer. Nel settembre 2016, si è invece avuto il primo caso di eutanasia su minorenne: un ragazzo di 17 anni, che soffriva di dolore fisico insopportabile, morì tra le polemiche. Un altro episodio controverso si era avuto l'anno precedente, quando una ragazza di 24 anni (che gli organi di stampa chiamarono fittiziamente Laura) aveva chiesto e ottenuto di poter morire poiché affetta - da anni - da una grave forma depressiva. La notizia fu diffusa nel corso dell'estate 2015, ma nell'autunno seguente ne fu intaccata la veridicità: il nome della ragazza era Emily e non sarebbe morta per eutanasia, cambiando idea poco prima della pratica. La vicenda ha ispirato un documentario, "24 & Ready to Die".
DanimarcaAl di fuori del codice penale, che condanna l'omicidio, anche se commesso su richiesta della vittima, così come il suicidio assistito, non vi sono normative che parlino esplicitamente di eutanasia; le pratiche cercano soprattutto di limitare le terapie mediche troppo aggressive.
FinlandiaL'eutanasia passiva è legale in Finlandia; fino al 2012 invece il parlamento s'è rifiutato di legiferare nei riguardi dell'eutanasia attiva dividendo il mondo politico e le ONG in quanto problema etico, seppure una petizione che aveva raccolto 50 000 firme aveva cercato di costringere il governo a prendere in considerazione la richiesta.
FranciaNel luglio 2013 il presidente francese François Hollande ha dichiarato il suo personale appoggio per la depenalizzazione dell'eutanasia volontaria, che era stata una delle sue promesse elettorali alle elezioni presidenziali (introdurre il diritto a morire con dignità!); questo nonostante le obiezioni del comitato etico nazionale consultivo il quale sosteneva "abusi" nelle giurisdizioni dei paesi adiacenti (Benelux e Svizzera) che hanno depenalizzato e regolamentato sia l'eutanasia volontaria che il suicidio assistito.
GermaniaDurante il Terzo Reich negli anni trenta del XX secolo l'eutanasia di stato a fini di eugenetica è stata ampiamente praticata su oltre 150 000 persone, tra cui 6 000 bambini, nel programma Aktion T4 (vedi eugenetica nazista). Attualmente l'eutanasia è proibita dalla legge tedesca, ma nella sua forma passiva di morte assistita è tollerata.
IrlandaIn Irlanda è illegale per chiunque, medico o no, contribuire attivamente alla morte di qualcuno; non è invece, tuttavia, considerato un reato la rimozione del supporto vitale e di altri trattamenti, quando ciò sia stato espressamente richiesto dal paziente o dai suoi parenti prossimi. Un sondaggio del 2010 ha dimostrato che la maggioranza (57%) degli adulti intervistati riteneva che il suicidio medico-assistito avrebbe dovuto essere legale per tutti quei malati terminali che ne avessero fatto libera richiesta.
ItaliaQualsiasi forma di eutanasia è in Italia strettamente illegale. Di fatto (caso Welby, caso Eluana Englaro), l'eutanasia passiva - tramite interruzione di supporto vitale - è stata talvolta autorizzata da sentenze giudiziarie o chi ha contribuito ad attuarla è stato considerato "non punibile". Vedi anche: Eutanasia in Italia.
LussemburgoIl parlamento lussemburghese ha approvato la legge che legalizza l'eutanasia nel 2008; l'anno successivo è stata approvata nuovamente in seconda lettura, rendendo così il piccolo granducato centro-europeo il terzo paese dell'Unione europea (dopo Paesi Bassi e Belgio) ad aver depenalizzato l'eutanasia. I malati terminali sono in grado di scegliere di concludere la propria esistenza e quindi farla mettere in atto; questo dopo aver ricevuto l'approvazione preventiva di un team medico di esperti.
NorvegiaL'eutanasia in Norvegia rimane illegale, anche se è prevista una riduzione di pena se l'autore ha aiutato a far morire qualcuno dietro sua esplicita e ripetuta richiesta, per motivi di compassione e quando la persona sia affetta da una grave malattia incurabile.
Paesi BassiGià nel 1973 un medico venne condannato per aver favorito la morte di sua madre, a seguito di pressanti e ripetute richieste esplicite da parte della stessa di farla morire; pur confermando la condanna la sentenza del tribunale espresse i criteri su quando un medico non sarebbe stato più tenuto a mantener in vita un paziente contro la sua stessa volontà: quest'insieme di regole è poi stato formalizzato nel corso d'un certo numero di casi giudiziari avvenuti durante gli anni ottanta.
Nel 2002 i Paesi Bassi hanno approvato la legge che legalizza l'eutanasia, compreso il suicidio assistito: questa legge codifica in modo ufficiale la vecchia convenzione ventennale di non perseguire i medici che han commesso eutanasia in certi casi e circostanze molto specifiche: il ministero della salute pubblica, del benessere e dello sport sostiene che questa pratica "permette ad una persona di porre fine alla propria esistenza con dignità, dopo aver ricevuto ogni tipo disponibile di cure palliative".
Le Nazioni Unite, nel suo comitato per i diritti umani, hanno approfonditamente controllato e commentato la legge sull'eutanasia olandese; nel 2004 infine è stato sviluppato il "protocollo di Groningen", che stabilisce i criteri da rispettare per effettuare l'eutanasia infantile senza che il medico possa esser in seguito perseguito penalmente.
PortogalloSia l'eutanasia attiva che quella passiva rimangono un reato in Portogallo, ma il consiglio etico ha ammesso la possibilità di arresto dei trattamenti più pesanti in alcuni casi disperati, con l'esclusione però di idratazione e alimentazione.
Regno UnitoL'eutanasia è illegale in tutto il territorio del Regno Unito; qualsiasi persona sorpresa a compiere suicidio assistito commette un reato e può pertanto essere condannata per istigazione al suicidio. Tra il 2003 e il 2006 il barone Joel Joffe della Camera dei Lord ha tentato a più riprese d'introdurre progetti di legge che avrebbero legalizzato l'eutanasia volontaria, ma finora sono stati tutti e 4 respinti dal parlamento.
Fino ad oggi, il dottore in reumatologia Nigel Cox è l'unico medico britannico ad esser stato condannato per tentata eutanasia, 12 mesi di pena poi sospesa, nel 1992. Per quanto riguarda i principi del diritto già nel 1957 durante il processo contro John Bodkin Adams è stato stabilito che causare la morte attraverso somministrazione di farmaci letali ad un paziente, se l'intenzione fosse soltanto quella di alleviarne la sofferenza, non può esser considerato omicidio, anche se la morte è il risultato potenziale o addirittura probabile.
SpagnaEutanasia passiva e suicidio assistito sono stati depenalizzati in Spagna fin dal 1995
SveziaL'eutanasia attiva è proibita in Svezia, mentre viene tollerato il suicidio assistito.
SvizzeraFarmaci mortali possono essere prescritti in Svizzera sia ad un cittadino che ad uno straniero domiciliato, solo nei casi però in cui il destinatario abbia un ruolo attivo nella somministrazione del farmaco. Più in generale l'Art.115 del codice penale svizzero entrato in vigore nel 1942 (ma scritto già nel 1918) considera un reato aiutare una persona a suicidarsi solo se il motivo segue fini d'interesse personale.
UngheriaL'eutanasia passiva è consentita in Ungheria su richiesta del paziente.

### Asia
FilippineL'eutanasia nelle Filippine è illegale; in ogni caso, già a partire dal 1997 il senato nazionale aveva considerato l'adozione di un disegno di legge per introdurre ufficialmente nel paese l'eutanasia passiva, ma la proposta ha incontrato una forte opposizione da parte della Chiesa cattolica. Secondo le leggi vigenti i medici che aiutano un paziente a morire possono essere accusati e incarcerati.
GiapponeIl Giappone allo stato attuale non ha leggi riguardanti la pratica dell'eutanasia e la corte suprema non si è mai pronunciata sulla questione, vi sono però stati due casi giudiziari - uno nel 1962 e l'altro nel 1995 - che hanno dato modo ad un tribunale d'esprimersi (anche se poi mai confermati a livello nazionale); il primo riguardò l'eutanasia passiva (consentire al paziente di morire interrompendo tutti i supporti vitali), il secondo quella attiva (mediante iniezione). Le decisioni sono state enunciate all'interno d'un quadro giuridico dando una serie di condizioni specifiche per considerare legale l'eutanasia: il paziente dev'esser affetto da una malattia incurabile ed il cui recupero sia altamente improbabile, deve dare il suo esplicito consenso per l'interruzione dei trattamenti medici, devono essersi esaurite tutte le altre misure di sollievo dalla sofferenza.
A seguito di vari problemi sorti da questa questione si è creata una squadra bioetica denominata SWAT, col compito di mettersi a disposizione delle famiglie di malati terminali per aiutarle ad affrontare i problemi assieme ai medici, per cercar di prendere le decisioni più giuste sulla base dei casi personali d'ognuno; non vi sono però piani di sussidi ministeriali continuativi per permettere che questo team d'aiuto possa continuare a svolgere la propria opera.
IndiaL'eutanasia passiva (cioè il rifiuto dei trattamenti per la continuazione della vita) è legale in India. Nel 2011 la corte suprema ha legalizzato l'eutanasia passiva mediante il ritiro del sostegno vitale a pazienti che si trovino costretti in stato vegetativo permanente.
Tutte le forme di eutanasia attiva, tra cui la somministrazione di composti letali, sono invece del tutto illegali.
IsraeleIl diritto penale israeliano proibisce esplicitamente il causar la morte o accorciar la vita ad un'altra persona; l'eutanasia attiva è pertanto vietata sia dalla legge dello Stato che da quella religiosa. L'eutanasia passiva invece, seppur condannata dalla religione ebraica, in alcuni casi specifici è stata accettata dalla legislazione israeliana. Nel 2005 sono state avanzate proposte per permettere l'eutanasia passiva, da somministrare tramite un meccanismo automatico del tutto simile ai cosiddetti "orologi Sabbah" (raccoglitori di energia da accumulare per il sabato, quando qualsiasi azione di accensione di fuochi è proibita).
Nel 2006 è stata istituita la commissione Steinberg per esaminare se le questioni riguardanti la vita e la morte potessero essere ripensate nel contesto della legge ebraica; questa ha concluso col suggerire che gli ospedali potrebbero istituire comitati per determinare se i pazienti fossero in linea di massima favorevoli alla somministrazione - in certi determinati casi - dell'eutanasia passiva.
TurchiaQualsiasi pratica di eutanasia è severamente vietata in Turchia: colui che aiuta una persona a morire viene accusato di istigazione al suicidio. In caso di eutanasia attiva l'art.81 del codice penale prevede la condanna per omicidio.

### Nord America
CanadaLe leggi canadesi riguardanti il testamento biologico e l'eutanasia passiva sono a tutt'oggi una questione legale aperta; i documenti che definiscono le linee guida per il "trattamento di mantenimento in vita tramite procedure mediche" si trovano sotto il controllo delle province, in Ontario ad esempio è la legge sul consenso di fine-vita del 1996.
L'eutanasia passiva può includere l'interruzione dell'alimentazione o la de-idratazione, oltre che la sospensione di qualsiasi procedura salvavita. Nella provincia dell'Ontario, tuttavia, non vi sono garanzie effettive che un qualsiasi termine posto dal testamento biologico venga rispettato e quindi eseguito; l'autorizzazione per un'eventuale eutanasia passiva può venir anche presa dai membri della famiglia del paziente (o da un loro rappresentante legale) in accordo col personale medico. In alcune province si tollera questa forma di eutanasia passiva in malati terminali.
Mentre ai sensi della sezione 241B del codice penale canadese è illegale aiutare e sostenere il suicidio, s'afferma quindi che questo è un reato perseguibile con una potenziale condanna a 14 anni di reclusione; la corte suprema della Columbia Britannica nel 2012 ha sostenuto che una tale disposizione impone oneri discriminatori su persone gravemente disabili e che pertanto viola la "carta canadese dei diritti e delle libertà" nelle sue sezioni 7 e 15. Nel 2008 una giuria di Alma nella provincia di Saguenay–Lac-Saint-Jean in Québec ha assolto un uomo accusato di aver aiutato il vecchio zio gravemente malato a suicidarsi tramite impiccagione.
Così sia l'eutanasia che il diritto al suicidio assistito si trovano attualmente in un limbo legale: il parlamento federale ha iniziato ad affrontare le conseguenze di tale situazione nel giugno 2013, mentre le associazioni mediche hanno dichiarato la propria neutralità sulla questione.
MessicoL'eutanasia attiva è illegale in Messico, ma a partire dal 2008 a Città del Messico la legge consente ai pazienti o, se incoscienti, ai parenti di malati terminali, di rifiutare i farmaci e qualsiasi ulteriore trattamento medico di prolungamento della vita; dal 2009 nello Stato centrale di Aguascalientes ed in quello occidentale di Michoacán.
Una legge del tutto simile che estende le stesse disposizioni a livello nazionale era già stata approvata dal senato federale ed un'iniziativa per depenalizzare l'eutanasia attiva è entrata in discussione alla camera legislativa fin dal 2007.
Stati Uniti d'AmericaL'eutanasia attiva è del tutto illegale nella maggior parte degli Stati Uniti; il paziente mantiene sempre il diritto di rifiutare in ogni momento di continuare a ricevere le cure ed il supporto medico, anche se tali scelte possono affrettarne il decesso. Inoltre i trattamenti considerati inutili o eccessivamente onerosi, come le macchine di supporto vitale, possono essere ritirate in determinate circostanze - ai sensi del diritto federale - soltanto col consenso informato del paziente o, in caso di sua incapacità, con quello del suo surrogato legale.
La Corte Suprema sembra aver accettato in certi casi l'eutanasia passiva e/o attiva, non ancora pienamente definita legalmente, quando ci siano prove chiare e convincenti che la pratica si sia svolta dietro esplicita richiesta del paziente o con consenso informato del rappresentante legale. Il suicidio assistito è legale in 6 stati dell'unione: Oregon, Vermont, Washington, Montana, Nuovo Messico e California.

### Oceania
AustraliaL'eutanasia è illegale in Australia, tranne che nel breve periodo compreso tra il 1995-97 in cui è stata legale nel Territorio del Nord tramite una legge sui diritti dei malati terminali; il governo federale australiano ha però escluso la possibilità d'una tal legislazione attraverso un ordinamento specifico in materia emanato nel 1997.
A differenza di altri Stati e territori dell'Australia la legislazione nel Territorio del Nord non era garantito dalla costituzione nazionale; prima dell'approvazione della legge di divieto del 1997 il dottor Philip Nitschke ha aiutato tre o quattro persone a morire utilizzando il proprio dispositivo chiamato "Deliverance machine": un computer, facendo al paziente una serie di domande, gestisce automaticamente un'iniezione letale di barbiturici se vengono date le risposte corrette.
Alcune organizzazioni come l'"Exite international", fondata e guidata da Nitschke stesso, chiedono al governo di riportare il legittimo diritto all'eutanasia entro il territorio australiano; l'associazione ha promosso anche degli spot televisivi che sono riusciti ad esser mandati in onda prima di venire vietati, nel settembre 2010.
Nuova ZelandaQualsiasi modalità di suicidio assistito o eutanasia volontaria sono del tutto illegali in Nuova Zelanda, ai sensi della legge che considera reato l'aiutare e istigare al suicidio; due tentativi di depenalizzazione, nel 1995 e 2003, sono stati respinti.